# Premio Golden Spikes
El premio Golden Spikes se otorga anualmente al mejor jugador de béisbol aficionado de los Estados Unidos. El premio, creado por USA Baseball y patrocinado por la Asociación de Jugadores de Grandes Ligas, se presentó por primera vez en 1978. Se otorga a un jugador aficionado que exhibe y combina "una habilidad excepcional en el campo y una deportividad ejemplar". El premio es considerado el más prestigioso del béisbol amateur.
Diez ganadores del premio Golden Spikes son miembros del Salón de la Fama del Béisbol Universitario Nacional, incluido Bob Horner, el ganador inaugural en 1978. En ese mismo año, fue la primera selección general del draft de la MLB y procedió a gana el premio al Novato del Año. Siete ganadores del premio Golden Spikes se convirtieron en la primera selección general del draft de la MLB. Solo Horner logró el premio al Novato del Año de la MLB en el mismo año (aunque Jason Jennings y Buster Posey fueron votados como los mejores novatos de la Liga Nacionalvarios años después de ganar el premio Golden Spikes). Jim Abbott, Jered Weaver y Tim Lincecum son los únicos ganadores de premios en lanzar un juego sin hits de MLB, mientras que Horner es el único en conectar cuatro jonrones en un juego de MLB. Además, 17 jugadores ganaron el Trofeo Dick Howser (considerado el Trofeo Heisman del béisbol universitario) junto con el Premio Golden Spikes. Ningún jugador ha ganado el premio más de una vez, y ningún ganador de Golden Spikes ha sido incluido en el Salón de la Fama del Béisbol Nacional.
El ganador ha sido anunciado cada año durante una transmisión en vivo de ESPN 's SportsCenter desde 2014. Inmediatamente después del anuncio, el ganador del premio y los otros finalistas son honrados en un banquete en Los Ángeles. El ganador más reciente del premio es Kevin Kopps de los Arkansas Razorbacks. Aunque se puede otorgar a cualquier jugador aficionado, el premio siempre se le ha otorgado a un jugador de béisbol universitario.

## Ganadores

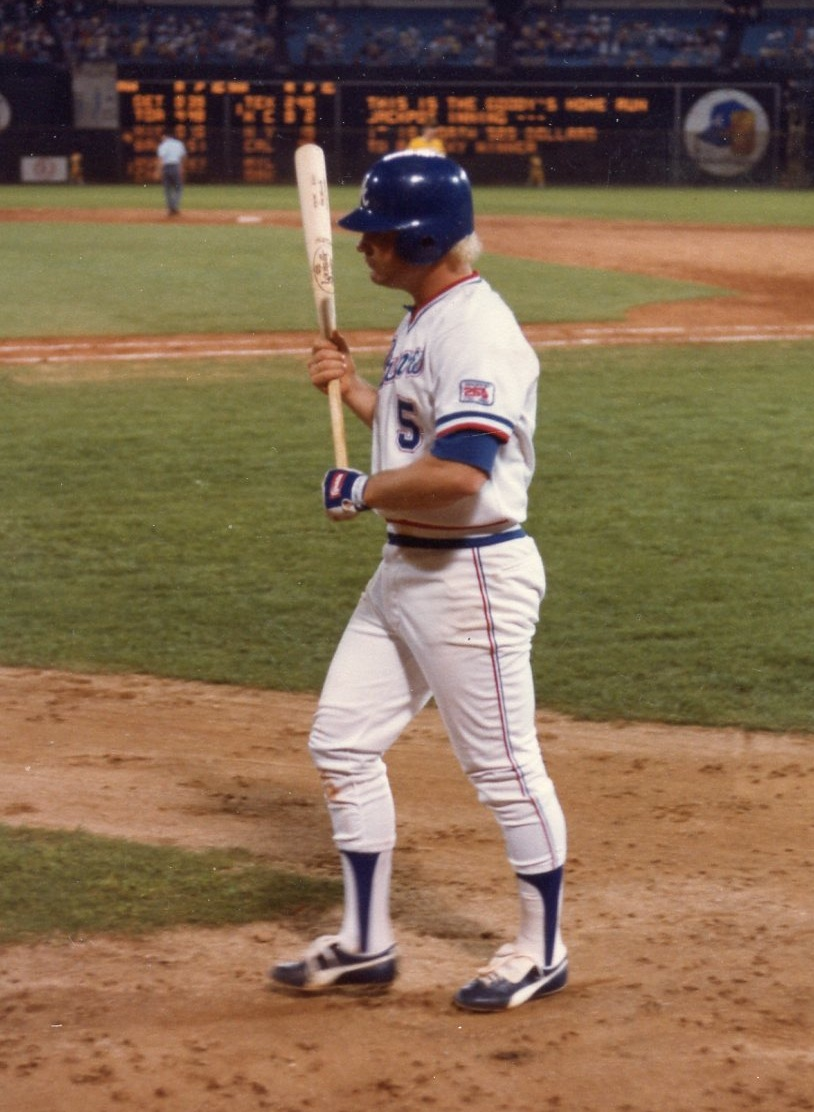
Bob Horner, quien ganó el premio inaugural Golden Spikes Award en 1978, también recibió el premio al Novato del Año y fue la primera selección general del draft de la MLB en el mismo año.

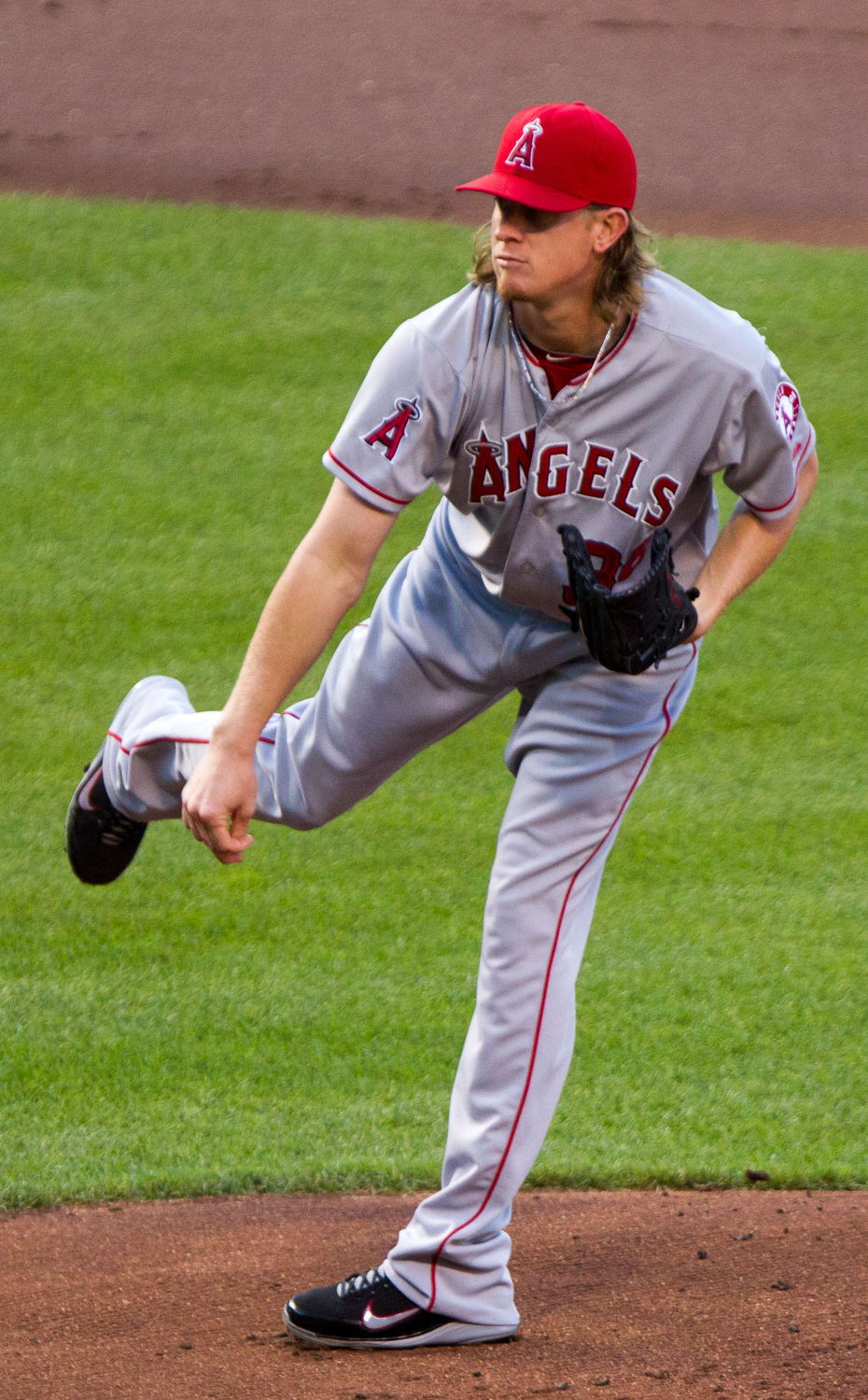
Jered Weaver, el ganador de 2004, es uno de los tres ganadores de premios en lanzar un juego sin hits.

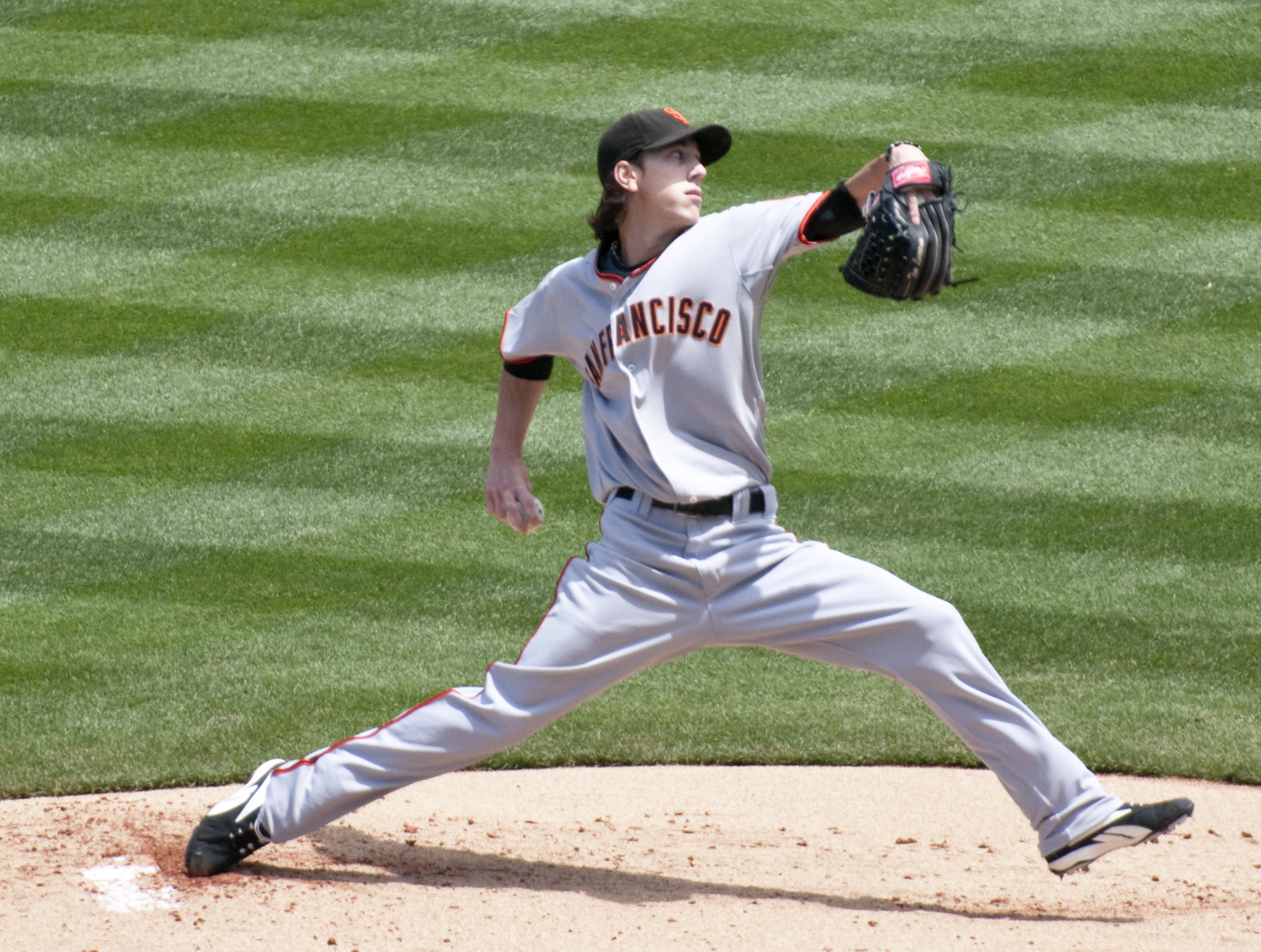
Tim Lincecum, el ganador de 2006, recibió el premio Cy Young en 2008 y 2009.

| Año      | Corresponde a la temporada de béisbol                                           |
| Jugador  | Nombre del jugador                                                              |
| Posición | La (s) posición (es) del jugador en el momento en que ganó el premio            |
| Colegio  | La universidad del jugador cuando ganó el premio                                |
| Cursiva  | El jugador fue la primera selección general del draft de la MLB en el mismo año |
| ^        | Jugador ganó el premio Novato del Año                                           |
| §        | El jugador también ganó el Trofeo Dick Howser en el mismo año                   |
| dagger   | Miembro del Salón de la Fama del Béisbol Universitario Nacional                 |
|          | El jugador está activo                                                          |

| Año  | Jugador             | Posición | Colegio                      | Ref.   |
| ---- | ------------------- | -------- | ---------------------------- | ------ |
| 1978 | Bob Horner ^        | 3B       | Arizona State                | [ 7 ]  |
| 1979 | Tim Wallach         | 3B       | Cal State Fullerton          | [ 7 ]  |
| 1980 | Terry Francona      | 1B       | Arizona                      | [ 7 ]  |
| 1981 | Mike Fuentes        | OF       | Florida State                | [ 20 ] |
| 1982 | Augie Schmidt       | SS       | New Orleans                  | [ 7 ]  |
| 1983 | Dave Magadan        | 3B       | Alabama                      | [ 7 ]  |
| 1984 | Oddibe McDowell     | OF       | Arizona State                | [ 21 ] |
| 1985 | Will Clark          | 1B       | Mississippi State            | [ 7 ]  |
| 1986 | Mike Loynd          | P        | Florida State                | [ 7 ]  |
| 1987 | Jim Abbott          | P        | Michigan                     | [ 22 ] |
| 1988 | Robin Ventura §     | 3B       | Oklahoma State               | [ 23 ] |
| 1989 | Ben McDonald        | P        | LSU                          | [ 24 ] |
| 1990 | Alex Fernández §    | P        | Miami-Dade Community College | [ 7 ]  |
| 1991 | Mike Kelly          | OF       | Arizona State                | [ 7 ]  |
| 1992 | Phil Nevin          | 3B       | Cal State Fullerton          | [ 7 ]  |
| 1993 | Darren Dreifort     | P        | Wichita State                | [ 7 ]  |
| 1994 | Jason Varitek §     | C        | Georgia Tech                 | [ 25 ] |
| 1995 | Mark Kotsay         | OF       | Cal State Fullerton          | [ 25 ] |
| 1996 | Travis Lee          | 1B       | San Diego State              | [ 26 ] |
| 1997 | J. D. Drew §        | OF       | Florida State                | [ 27 ] |
| 1998 | Pat Burrell         | 3B       | Miami (FL)                   | [ 28 ] |
| 1999 | Jason Jennings § ^  | P        | Baylor                       | [ 25 ] |
| 2000 | Kip Bouknight       | P        | South Carolina               | [ 25 ] |
| 2001 | Mark Prior §        | P        | Southern California          | [ 29 ] |
| 2002 | Khalil Greene §     | SS       | Clemson                      | [ 25 ] |
| 2003 | Rickie Weeks §      | 2B       | Southern                     | [ 25 ] |
| 2004 | Jered Weaver §      | P        | Long Beach State             | [ 25 ] |
| 2005 | Alex Gordon§        | 3B       | Nebraska                     | [ 30 ] |
| 2006 | Tim Lincecum        | P        | Washington                   | [ 31 ] |
| 2007 | David Price§        | P        | Vanderbilt                   | [ 32 ] |
| 2008 | Buster Posey § ^    | C        | Florida State                | [ 33 ] |
| 2009 | Stephen Strasburg § | P        | San Diego State              | [ 34 ] |
| 2010 | Bryce Harper ^      | C/OF     | College of Southern Nevada   | [ 35 ] |
| 2011 | Trevor Bauer        | P        | UCLA                         | [ 36 ] |
| 2012 | Mike Zunino §       | C        | Florida                      | [ 3 ]  |
| 2013 | Kris Bryant § ^     | 3B       | San Diego                    | [ 37 ] |
| 2014 | A. J. Reed §        | 1B/P     | Kentucky                     | [ 38 ] |
| 2015 | Andrew Benintendi § | OF       | Arkansas                     | [ 39 ] |
| 2016 | Kyle Lewis ^        | OF       | Mercer                       | [ 40 ] |
| 2017 | Brendan McKay §     | 1B / P   | Louisville                   | [ 41 ] |
| 2018 | Andrew Vaughn       | 1B       | California                   | [ 42 ] |
| 2019 | Adley Rutschman §   | C        | Oregon State                 | [ 43 ] |
| 2020 | No premiados        | _        | _                            | [ 44 ] |
| 2021 | Kevin Kopps §       | P        | Arkansas                     | [ 17 ] |